# Бондаренко, Борис Иванович
Бори́с Ива́нович Бондаре́нко (24 июня 1938, Запорожье, УССР — 29 декабря 2020, Киев, Украина) — советский и украинский учёный-физик, академик НАНУ.

## Биография
В 1960 году окончил Киевский политехнический институт.
С 1961—1999 гг — инженер, старший инженер, младший научный сотрудник, старший научный сотрудник, заведующий лабораторией, заведующий отделом газотермических процессов.
С 1992 — член-корреспондент НАНУ.
С 1999 — заместитель директора по научной работе.
С 2003 года — директор Института газа НАНУ (Киев).
Сфера научных исследований — изучение физико-химического взаимодействия материалов и их оксидов с компонентами газовой системы. Под руководством Бондаренко был разработан новый класс газоплотностных конвейерных печей термохимического обработки материалов.
Председатель комиссии НАНУ по вопросам научно-технического сотрудничества с Индией.
Лауреат премии НАНУ им. М. Доброхотова (2004).